# Monte Calvo (Gargano)

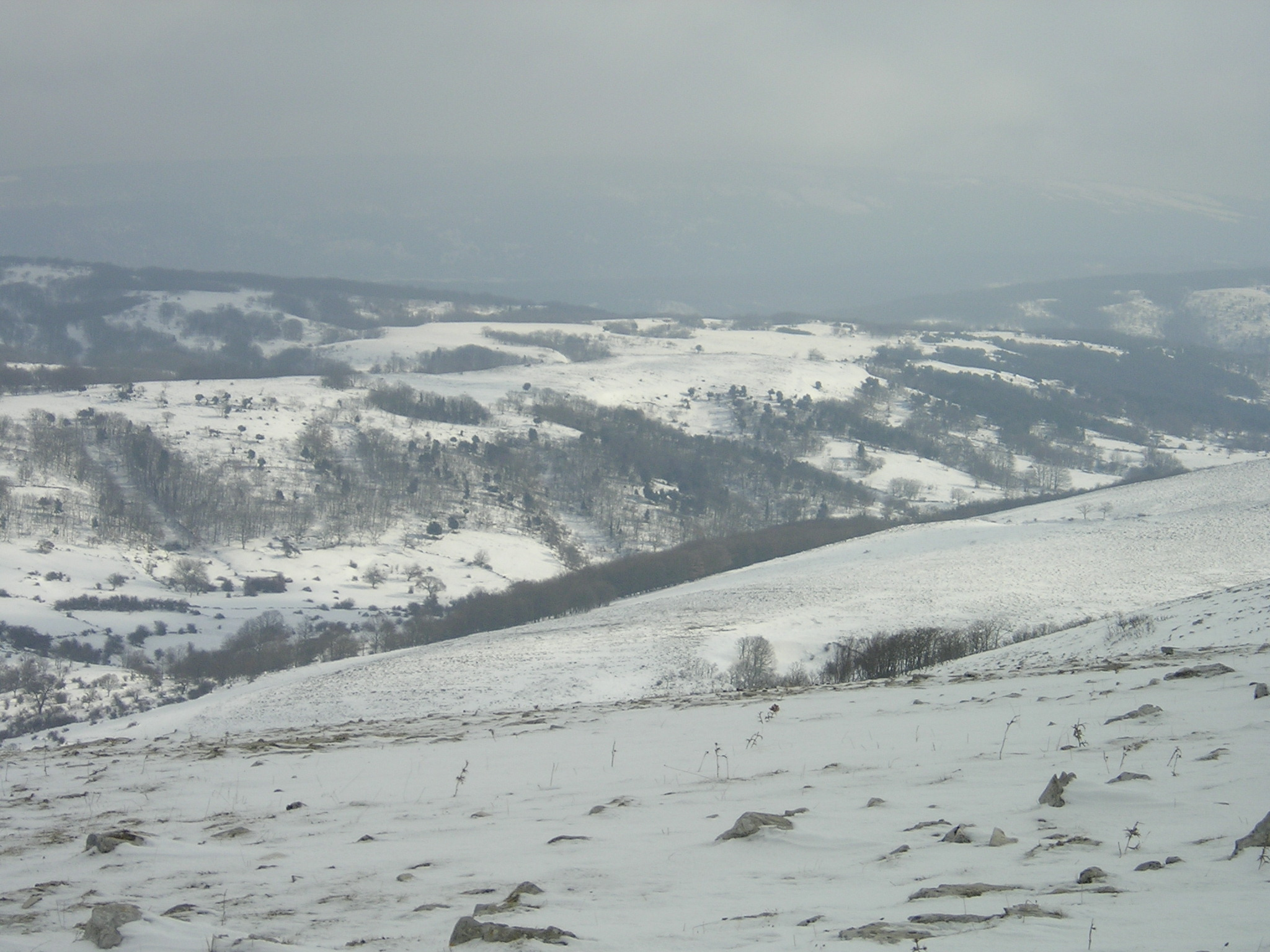
Panorama invernale dal monte Calvo del versante sud.

Il monte Calvo è la montagna più alta tra quelle che costituiscono il promontorio del Gargano, in Puglia. Raggiunge un'altitudine di 1056 m s.l.m. (quinta vetta della regione) e ha un'evidente morfologia carsica.

## Descrizione
Il monte Calvo deve il suo nome a una cima completamente brulla, circondata, tuttavia, da imponenti e fitte foreste che ne ricoprono le pendici e si estendono per gran parte del territorio del parco nazionale del Gargano.
Sono stati diversi i ritrovamenti archeologici di reperti riconducibili al neolitico: parti rudimentali di asce, selci e strumenti di vario tipo confermano la presenza dell'uomo sugli altopiani del Gargano anche in epoca preistorica e protostorica (civiltà Dauna).

## Flora
Come accennato, nonostante presenti una sommità sgombra dalla vegetazione attorno ad essa proliferano importanti foreste costituite dalla tipica flora mesofila caducifoglia a dominio di varie specie del genere Quercus e con la presenza di estese formazioni a Carpino nero (Ostrya carpinifolia). Di grande valenza floristica e vegetazionale le ampie praterie, ricche di orchidee, che caratterizzano questa montagna.

## Clima
Per la sua altitudine, ma soprattutto per via della sua esposizione ai venti balcanici, il monte in inverno è soggetto a frequenti nevicate in concomitanza delle quali le temperature scendono di diversi gradi sotto lo zero. Il clima è continentale con inverni rigidi e ventosi ed estati miti e soleggiate.